# نقرة تحت الفك السفلي
نقرة تحت الفك السفلي (بالإنجليزية: submandibular fovea)‏ أو انخفاض تحت الفك السفلي (بالإنجليزية: submandibular fossa)‏ أو نقرة تحت الفك العلوي (بالإنجليزية: submaxillary fovea)‏ هي دمغة (طبعة) في الجانب المحوري لجسم الفك السفلي تحت الخط الضرسي اللامي. وفيها تقع غدة تحت الفك السفلي.

## روابط خارجية
- "Mandible of Intact Skull: Submandibular fossa". Suny Downstate Medical Center. مؤرشف من الأصل في 2016-03-03. اطلع عليه بتاريخ 2008-09-26.
- "Mandible". Tufts University Department of Anatomy and Cellular Biology. مؤرشف من الأصل في 2012-02-09. اطلع عليه بتاريخ 2008-09-26.